# Traversay Islands
Traversay Islands är öar i Sydgeorgien och Sydsandwichöarna (Storbritannien). De ligger i den östra delen av Sydgeorgien och Sydsandwichöarna.